# Matthias Gallas
Matthias Gallas, avstrijski general, * 16. september 1584, † 25. april 1647.